# Machy (Aube)
Machy település Franciaországban, Aube megyében. Lakosainak száma 108 fő (2022. január 1.). Machy Crésantignes, Javernant, Jeugny, Lirey és Longeville-sur-Mogne községekkel határos.

## Népesség
A település népességének változása:
| Lakosok száma | 93   | 101  | 127  | 103  | 125  | 117  | 115  | 116  | 113  | 108  |
|               | 1968 | 1982 | 1990 | 2006 | 2013 | 2015 | 2017 | 2019 | 2020 | 2022 |